# Pedion
Der Name Pedion bezeichnet ein im Jahre 1998 von Mitsubishi und Hewlett-Packard veröffentlichtes Notebook mit einer Bildschirmdiagonale von 12,1 Zoll (30,7 Zentimeter). Es war zum Zeitpunkt der Veröffentlichung mit nur 18,4 Millimetern das dünnste Notebook der Welt, im Oktober 2009 nahm das Sony Vaio X mit nur 14 Millimetern diese Stellung ein. Zum Verkaufsstart kostete das Notebook 6000 US-Dollar (damals 10.535 DM), eine Version mit einem leistungsschwächeren Prozessor war für 4200 US-Dollar (7374 DM) erhältlich. Der erste Prototyp des Pedion wurde am 8. September 1998 vorgestellt, kurz darauf folgte der Verkaufsstart in Japan. In den USA war das Notebook ab dem ersten Quartal 1999 erhältlich. Aufgrund technischer Probleme wurde das Notebook einige Jahre später durch Mitsubishi wieder vom Markt genommen.

## Technische Daten
Im vorwiegend von Mitsubishi entwickelten Pedion waren vorwiegend Komponenten von Hewlett-Packard verbaut, unter anderem 64 Megabyte-RAM und eine 1,0 Gigabyte große Festplatte. Der Hauptprozessor stammte aus dem Hause Intel, verbaut waren (je nach Version) ein mit 233 bzw. 200 MHz getakteter Prozessor. Im Rahmen der Peripherie verfügte das Notebook über einen 4-MBit/s-schnellen Infrarotport, einen USB-Anschluss, zwei PC Card Typ II-Ports sowie einem Videoausgang. Die Akkulaufzeit gab der Hersteller mit 2 Stunden, diese Laufzeit konnte durch einen zusätzlich erhältlichen zweiten Akku auf bis zu 6,5 Stunden erhöht werden. Ein integriertes CD-Laufwerk war nicht vorhanden, war aber ebenso separat erhältlich.

## Reaktionen auf das Produkt
Das Pedion wurde vor allem wegen seiner bahnbrechenden Maße gelobt, da es weltweit das erste nur 18,4 Millimeter dünne Notebook war. Auch die Leistung überzeugte, die Presse war von den verbauten Komponenten begeistert. Lediglich der Preis wurde ein wenig kritisiert, wobei sich Mitsubishi hier auf die Kosten der Komponenten berief, der verbaute Prozessor habe demnach den größten Anteil am Preis gehabt.